# 倭人
倭人（わじん）は、
1. 狭義には中国の人々が名付けた、当時、倭国に住んでいた民族または住民の古い呼称。
2. 広義には、古代日本語〜上代日本語を母語とし、中国の歴史書に記述された、中国大陸から倭国の領域において活動していた民族集団。

一般に2. の集団の一部が西日本に定着して弥生人となり、「倭人」の語が1. を指すようになったものと考えられている。
本項では、中国における派生的な差別語、蔑称についても扱う。

## 概要
古くは戦国から秦漢期にかけて成立した『山海経』に、東方の海中に「黒歯国」とその北に扶桑国があると記され、倭人を指すとする説もある。また後漢代の1世紀ころに書かれた『論衡』に「倭」「倭人」についての記述がみられる。しかし、これらの記載と日本列島住民との関わりは不明である。また『論語』にも「九夷」があり、これを倭人の住む国とする説もある。
倭人についての確実な初出は75年から88年にかけて書かれた『漢書』地理志である。その後、280年から297年にかけて陳寿によって完成された『三国志』「魏書東夷伝倭人条」いわゆる『魏志倭人伝』では、倭人の生活習慣や社会の様態が比較的詳細に叙述され、生活様式や風俗・慣習・言語などの文化的共通性によって、「韓人」や「濊人」とは区別されたものとして書かれている。
5世紀南北朝時代の南朝宋の時代の432年（元嘉9年）に范曄が書いた『後漢書』列伝巻85（東夷列伝）には1世紀中葉の記述として「倭の奴国」「倭国の極南界」、2世紀初頭の記述として「倭国王帥升」「倭国大乱」とあり、小国分立の状態はつづきながらも、政治的には「倭国」と総称されるほどのまとまりを有していたことが知られる。また南朝の史書には沈約（441年 - 513年）によって書かれた『宋書』倭国伝には倭の五王について書かれている。
656年（顕慶元年）に完成した『隋書』東夷伝には「九夷」「倭奴国」という記載がある。
945年に書かれた『旧唐書』、1060年に書かれた『新唐書』にも倭人に関する記述がある。

### 呼称の由来
日本列島に住む人々が「倭人」と呼称されるに至った由来にはいくつかの説がある。魏の官人如淳は「人面に入れ墨する（委する）」習俗をもって倭の由来と論じたが、臣瓚や顔師古らから、倭と委の音が異なることなどを理由に否定されている。平安時代初期の『弘仁私記』序はある人の説として、自称を「わ」（われ）としていたことから、中国側が倭の国と書きとめた、とする説を記している。
また、『説文解字』に倭の語義が従順とあることから、一条兼良が「倭人の人心が従順だったからだ」と唱え（『日本書紀纂疏』）、後世の儒者はこれに従う者が多かった。
また、「倭」は「背丈の小さい人種」を意味したという説もある。
木下順庵も、小柄な人びと（矮人）だから、倭と呼ばれたと述べている。新井白石は『古史通或問』にて「オホクニ」の音訳が倭国であるとした。また作家の井沢元彦は「大陸の人間が彼らの国家名を聞いた時に、当時未だ国家概念が存在しなかった彼らは、自身の帰属団体名を答えた、それが『輪』である」としている。このように多くの説が立てられたが、定かなものはない。
「倭（委）奴国」を「倭の奴の国」と解釈することに異論もある。原文の「魏志倭人伝」を解釈した漢字の本家の学者の中には、古には「奴」という字に女性の蔑称の意味があり、女王国である倭を「倭奴国」と呼称し、中華思想による冊封国家、目下の国の倭国に対する蔑称のようなものと捉えるべきである、という説である。
ただ遣隋使、遣唐使が行われるようになって、後世の中華思想国でも、そういった蔑称は次第に使われなくなった、と捉える見方である。

### 長江流域の「倭族」
倭・倭人を日本列島に限定しないで広範囲にわたる地域を包括する民族概念として「倭族」がある。鳥越憲三郎の説では倭族とは「稲作を伴って日本列島に渡来した倭人、つまり弥生人と祖先を同じくし、また同系の文化を共有する人たちを総称した用語」である。鳥越は『論衡』から『旧唐書』にいたる史書における倭人の記述を読解し、長江（揚子江）上流域の四川・雲南・貴州の各省にかけて、複数の倭人の王国があったと指摘した。その諸王国は例えば『史記』にある国名でいえば以下の諸国である。滇（てん）、夜郎（貴州省赫章県に比定され、現在はイ族ミャオ族ペー族回族などが居住）、昆明、且蘭（しょらん）、徙（し）、キョウ都（現在の揚州市邗江区に比定）、蜀、巴（重慶市）など。鳥越は倭族の起源地を雲南省の湖滇池（滇池）に比定し、水稲の人工栽培に成功したとし、倭族の一部が日本列島に移住し、また他の倭族と分岐していったとした。分岐したと比定される民族には、イ族、ハニ族 （古代での和夷に比定。またタイではアカ族）、タイ族、ワ族、ミャオ族、カレン族、ラワ族などがある。これらの民族間では高床式建物、貫頭衣、注連縄などの風俗が共通するとしている。
この倭族論は長江文明を母体にした民族系統論といってよく、観点は異なるが環境考古学の安田喜憲の長江文明論などとも重なっている。
少数意見として、約7300年前の鬼界カルデラの噴火による災害で日本からの難民が朝鮮半島経由で各地に流れ着いたのが、倭人の源流であるとする説がある。この意見では、当時亜熱帯の気候であった九州で小規模に行われていた水田稲作が難民とともに朝鮮半島や大陸に渡り、大陸でより発展した後に移民として日本に戻ってきたのではないかとの見解もある。朝鮮半島の遺跡の空白期間が終わるのがこの頃でであり、長江周辺で水田稲作が盛んになるのもこのあたりの時代からである。その後、大陸での異民族との戦乱の結果として排斥され父祖の地である日本を目指して里帰りしたのが弥生期初期の移民であるという見方である。知らない土地を目指したのではなく、祖先が日本から来たことを知っていたから日本を目指したということになる。

### 「百越」としての倭人
諏訪春雄は倭族を百越の一部としている。百越とは、長江・揚子江流域に住む諸々の種族の意で、春秋時代の呉・越も含む（呉は現在の江蘇省、越は現在の浙江省一帯）。
岡田英弘は、倭国の形成について、現在のシンガポールやマレーシアのような「中国系の移民（華僑）と、現地住民とのハイブリッド状態である、都市国家の連合体」であるとして、現在の中国人（漢人）自体も使用言語の共通があるだけで、起源はさまざまな民族がまじっていることから、「漢王朝末期の衰退がなければ、日本列島も『中国文明の一部』になった可能性が高い」とも述べている。岡田は中国古代王朝の夏やその後継といわれる河南省の禹県や杞県などを参照しながら、「夷（い）」とよばれた夏人が長江や淮河流域の東南アジア系の原住民であったこと、また禹の墓があると伝承される会稽山が越人の聖地でもあり、福建省、広東省、広西省からベトナムにかけて活動していた越人が夏人の末裔を自称していること、また周顕王36年（前333年、楚威王7年）越国が楚に滅ぼされ越人が四散した後、秦始皇帝28年（前219年）に琅邪（ろうや）を出発したといわれる徐福の伝承などを示した上で、燕人が朝鮮半島に進出する前にこれら越人が日本列島に弥生文化を持ち込んだのかも知れないとしている。

#### 呉人としての倭人
現在では、紀元前450年頃の、つまり春秋時代（「呉越同舟」で有名な呉越戦争の時代で、呉が滅亡した時期）の組織的な大規模な水田跡が九州で見つかっており、また、「倭人は周の子孫を自称した。」という記録もあることから、長江文明の象徴でもある水耕稲作文化の揚子江一帯の呉人が紀元前5世紀頃、呉王国滅亡とともに大挙して日本列島に漂着していたという説も有力になっている。春秋時代の呉人は百越のひとつでもある。
『宋書』楽志「白紵舞歌」というものがあり、その一節に「東造扶桑游紫庭 西至崑崙戯曽城」（東、扶桑に造りて紫庭に游び、西、昆崙に至りて曾城に戯る。）とある。この「（白）紵」というのは呉に産する織物であった。律令制度では越国（越後・越中・能登・加賀・越前）として画定された。「越」は「高志」「古志」とも表記された。
「越人」も「呉人」も、どちらも「百越人」と呼ばれ長江文明の稲作水稲文明を日本にもたらした弥生人の一種といえ、春秋時代末期に「越」によって滅ぼされた「呉」の海岸沿いの住人たちには入れ墨の文化があり（荘子内篇第一逍遙遊篇）、これは魏志倭人伝などの倭人の風俗と類似したもので、呉人が海路、亡命して漂着したという説も有力である（安曇族も参照）。

## 分子人類学からの考察
父系をたどるY染色体は長期間の追跡に適しており、1990年代後半からY染色体ハプログループの研究が急速に進展した。注目すべきは日本列島においてM55のSNPによって定義される縄文系のD1a2a系統が日本人男性の3割、さらにその中のCTS8093のSNPによる系統が約2000年前に発生したにもかかわらず、日本人男性の1割を占めていることである。O-CTS11986によって定義される系統は日本人の弥生系の子孫であり、D1a2a系統に次いで多数を占める。さらにM216のSNPを持つC系統を合わせると日本人男性の8割がこのいずれかに属しており、現在の日本人男性の大半を占める。C系統の内、F3393以下のM8のSNPを持つ系統は、非YAP（YAPの変異を持たない）縄文系であり、日本列島に最初に到達した系統であるともみられている。C系統の内、M213の痕跡を持つものは、モンゴル、女真、満洲などの北方遊牧民族と祖を同じくし歴史時代になって以降の渡来とみられる。漢民族に由来するM122のSNPを持つO-M122系統は中国、朝鮮、ベトナム等においては最多を占め、東南アジア、インド北東部やネパールなどの南アジアでも広範囲に見られるO系統の最大のサブグループであるにもかかわらず、日本においてはD-M55,O-M176の両系統に次ぐことが特徴的である。O-M122系統は現在の日本人のY染色体ハプログループの中に父系の有力なクラスターを残しておらず、遺伝子的にみれば、分岐系統が異なる雑多な寄せ集めであるため、散発的に日本列島に渡来したと考えられている。

### 遺跡出土の古代DNA
韓国釜山加徳島の獐項遺跡（約6,300年前）から出土した「獐項8号人骨（Changhang 8）」のY染色体はハプログループD1a2a1（D-116.1, CTS10441）である。獐項遺跡からは日本産翡翠の装身具をはじめ、48体の人骨が出土した。その中で科学分析が可能であったのは17体で、1体からはヨーロッパ系の母系とも共通するミトコンドリアDNAのハプログループHが検出された。北海道礼文島の船泊遺跡（縄文時代後期前葉から中葉（約3,800-3,500 年前））から出土した人骨・船泊5号のY染色体は、ハプログループD1a2a2b(D-CTS1824, CTS68)であった。
倭人の時代に日本列島にいたY染色体ハプログループの系統は、D-M64.1及び、O-47zであった。両系を比較するとD系統の方が遺伝子繁栄に優勢を保っており、崎谷満はF2320系統およびO-M176系統を長江文明の担い手としている。長江文明の衰退に伴い、O-F2320および一部のO-M176は南下し百越と呼ばれ、残りのO-M176は西方および北方へと渡り、山東半島、日本列島へ渡ったとしており、このO-M176系統が呉や越に関連するO系統の倭人と考えられる。澤田洋太郎はO系統の倭人について、中国江南より水田稲作をもたらした集団と考え、崎谷満も中国江南地域より稲作をもたらした集団はY染色体ハプログループO-M176に属すと推測しており、倭人は縄文系のハプログループD-M64.1系統に弥生系のハプログループO-M176が加わり成立した集団であった可能性が高く、そのためオーストロアジア語族（Y染色体ハプログループO-F2320）と語彙の一部に姉妹関係があり、縄文系の言語である日本語にオーストロアジア系カンボジア語の影響があったと考察している。

### ミトコンドリアDNA
母系の遺伝子を追跡するミトコンドリアDNAの解析では、筑紫地方（『日本書紀』の「国生み」）と、呉人は極めて関係が深いということが明らかになってきた（日本人#系統参照）。1999年3月18日、東京国立博物館で江南人骨日中共同調査団（山口敏団長）によって「江蘇省の墓から出土した六十体（二十八体が新石器時代、十七体が春秋戦国時代、十五体が前漢時代）の頭や太ももの骨、 歯を調査。特に、歯からDNAを抽出して調査し、福岡山口両県で出土した渡来系弥生人と縄文人の人骨と比較した結果、春秋時代人と前漢時代人は弥生人と酷似していた。DNA分析では、江蘇省徐州近郊の梁王城遺跡（春秋時代末）の人骨の歯から抽出したミトコンドリアDNAの持つ塩基配列の一部が、福岡県太宰府の隈西小田遺跡の人骨のDNAと一致したと発表された。（ただし、近年ではミトコンドリアDNAは、父系の遺伝子を追跡できるY染色体ハプログループと異なり民族情報を持たない（民族間の区別が出来ない）とも言われている）

## 中国史書における倭人

### 『山海経』における記述
戦国から秦漢期にかけて成立した『山海経』の「海内北経」には倭人が中国東北部にあった燕国に属していたという記述があり、これは紀元前6世紀から紀元前4世紀頃のことと考えられている。しかし、同書は伝説集または神話集であり「架空国」が多く記述されており、詳細に乏しい。

#### 黒歯国・扶桑
『山海経』第九 海外東經では、東方の海中に「黒歯国」があり、その北に扶桑が生える太陽が昇る国があるとされている。
この黒歯国については、他に『三国志』「魏書東夷伝倭人条」（『魏志倭人伝』）にも「去女王四千餘里又有裸國黒齒國復在其東南船行一年可」（女王卑弥呼の国から4000余里に裸国と黒歯国がある。東南に船で一年で着く）と書かれている。『三国志』「魏書東夷伝倭人条」のこの記述は『山海経』の影響を受けていると考えられるが、黒歯国は女王の治める国の範囲外にあるとして記述されている。
また、黒歯国については、『梁書』にも記述があり「其南有侏儒國 人長三四尺 又南黑齒國 裸國 去倭四千餘里 船行可一年至」（南に身長三四尺の民の国があって、その南に「黒歯国」がある。倭から4000余里。船で1年で着く）と書かれている。『梁書』も『山海経』の影響を受けていると考えられるが、「倭国」と「黒歯国」は異なる国という認識で書かれており、黒歯国の北の扶桑の生える国でないとは言ってない。なお、沖縄でも本島でも、既婚女性が歯を黒くする風習（お歯黒）は明治末まであった。

### 『論衡』における倭人
後漢代の1世紀ころに成立した王充著『論衡』には「倭人」の名がみえる。以下に、本文を記す。

「周時天下太平　倭人來獻鬯草」（異虚篇第一八）

周の時、天下太平にして、倭人来たりて暢草を献ず

「成王時　越常獻雉　倭人貢鬯」（恢国篇第五八）

成王の時、越常は雉を献じ、倭人は暢を貢ず

「周時天下太平 越裳獻白雉 倭人貢鬯草 食白雉服鬯草 不能除凶」（儒増篇第二六）

周の時は天下太平、越裳は白雉を献じ、倭人は鬯草を貢す。白雉を食し鬯草を服用するも、凶を除くあたわず。

このように倭人が周王へ暢草（薬草）を献上したという記述があり、早ければ武王紀元前11世紀末頃、記述のある成王とすれば紀元前10世紀頃の出来事である可能性がある。越裳（えつしょう）または越常（えつじょう）はベトナムあたりにあった国とされている。
近年の倭人論ではこの鬯草（ちょうそう）をウコンではないかと推定し、ここで記述された倭人は日本列島の沿岸漁労民でなく、江南や華南の山人であったとする説もある。

### 『論語』の「九夷」
孔子の論語にも倭ではないかともいわれる「九夷」について記載がある。
「子欲居九夷。或曰陋如之何。子曰。君子居之。何陋之有。 」

子、九夷に居らんと欲す。或ひと曰く、陋（ろう）なり。之を如何（いかん）と。子曰く、君子之に居す。何の陋か之あらんと。

孔子が（道義の廃れた国を厭うて）九夷に住みたいと言った。ある人が、九夷は陋（ろう）だがどうでしょうかと言うと、孔子は、君子が居て君子に従順な民の国なのだから、陋（ろう）として問題視するのは間違いと応えた。 - 論語子罕第九
また、つぎのような記載もある。
子曰。道不行。乘桴浮于海。從我者其由與。子路聞之喜。

子曰く、道行なわれず、桴（いかだ）に乗りて海に浮ばん。我に従う者は其れ由（ゆう）かと。子路之を聞きて喜ぶ。

孔子が、道義が行われない。いかだに乗って、海外に行ってしまいたいが、〈その時に〉私について来る者は由（＝子路）ぐらいのものだな、と言った。子路がこれを聞いて（孔子が多くの弟子の中から特に自分の名を挙げてくれたことを）喜んだ。 - 『論語』公治長第五
ここでの海外は、当時、魯や呉など山東半島の南側地域から海に出て渡航できる国というのは当時としては『山海経』で紹介されている東の海（東シナ海）にある黒歯国やその北の扶桑の生える国つまり九夷とみられる。

### 『漢書』の倭
確実に日本列島の住民について記した最古の文献資料として後漢時代の章帝の治世下（75年 - 88年）に歴史家の班固、班昭によって完成した『漢書』地理志がある。燕地の条には「夫れ楽浪海中に倭人有り。分かれて百余国を為す。歳時を以て来り献見すと云ふ」の記載がある。
「然東夷天性柔順、異於三方之外、故孔子悼道不行、設浮於海、欲居九夷、有以也夫。樂浪海中有倭人　分爲百餘國　以歳時來獻見云」

然して東夷の天性柔順、三方の外に異なる。故に孔子、道の行われざるを悼み、説（も）し海に浮かばば、九夷に居らんと欲す。以（ゆえ）有るかな。楽浪海中に「倭人」あり、 分かれて百余国をなし、 歳時をもって来たりて献見すと云う。
また呉地の条には「会稽海外に東鯷人有り。分かれて二十余国を為す。歳時を以て来り献見すと云ふ」の記載があるが、東鯷人と倭人の関係は不明である。「鯷」（テイ）は大きなナマズを意味する。谷川健一は「わが列島の中に「東鯷人」の国を求めるとすれば、阿蘇山の周辺をおいてほかにないと私は考える」と記している。

### 『魏志倭人伝』にみる倭人の習俗
3世紀末の280年から297年にかけて陳寿によって完成された『三国志』「魏書東夷伝」には、夫余・高句麗・東沃沮・挹婁・濊・馬韓・辰韓・弁辰・倭人の9条が含まれる。倭人条には風俗・慣習について以下のように記されている。
- 男子は大人も子供も区別なく皆が顔と体に文様を描いている（「鯨面文身」）。夏王朝の少康の子が会稽に封じられた際に、このようにして蛟龍の害を防いだ。文身は巨大な魚や水に棲む怪物を寄せ付けないためである。諸国の文身はそれぞれに異なる。
- 古くから中国に詣で、使者は皆自らを大夫と称している。
- その風俗（社会生活の意味）は乱れてはいない。
- 男子は皆頭をそって、頭には木綿をかぶり、その衣は横長でそれをただ束ね結わえて連ねて着るものでほとんど縫ってはいない。女子は髪を伸ばして髷をつくり、衣は一枚を被るようにその中央に穴をあけて頭を通して着る。
- 稲、紵麻を栽培し、桑で蚕を育てて絹を紡績し、糸や布を作る。
- 牛・馬・虎・豹・羊・鵲はいない。
- 兵器は矛・楯・木弓を用いる。木弓は下を短く上を長くし、竹の矢軸の矢は鉄製か骨製の矢じりを用いる。
- 有無するところ、儋耳、朱崖と同じ。
- 倭地は温暖。
- 生で食べ物を食べる。
- 人の死に際しては棺はあっても槨のない、土で塚をつくる。
- 人が死ぬと10日あまり、哭泣して、もがり（喪）につき肉を食さない。喪主は激しく哭泣し、他の人々は飲酒して歌舞する。埋葬が終わると水に入って体を清める。
- 渡海して中国に詣でる際は常に一人を頭は櫛を通さず虱のいるまま衣服は汚れ放題、肉は食べず、婦人を近づけず、喪人のようにしておく。これの名を持衰という。もし途中で吉善があれば彼は他の人と共に生口や財物をねだることができ、もし疾病が発生したり暴害に遭えば、すなわち持衰が謹まなかったからだとしてこれを殺そうとする。
- 真珠や青玉を産出する。
- 山には丹がある。（植生についても述べられている。）
- 骨を焼き吉凶を占う（太占）。
- 集まりや座る順には父子男女の区別はない。
- 酒を嗜む。
- 長命で、百歳や九十、八十歳の者もいる。
- 女は慎み深い。
- 国の大人は妬まず、盗みもなく、諍いや訴訟も少ない。
- 法を犯す者は軽い者は妻子を没収し、重い者は門戸および宗族を没収する。
- 尊卑が初めから決まっていて、大臣たちは服することに納得している。
- 税を収奪する。邸（偉い人の広い居住屋敷）や閣（偉い人を招くための高い建物）といった豪華な建物がある。
- 下戸は大人と道路で遭遇するとためらって草へと入り、あらたまった言葉を聞くときにはひざまづいて両手は地につけて恭順を示す。

ここに記された文化の諸特徴が、南方的要素の強いことはしばしば指摘されるところであり、民俗学的、文化人類学的、考古学的ないし歴史学的な論考の資料として重視されることが少なくない。その一方で、中華思想に基づいて記事を捏造したのではないかと疑う意見もある。それらの意見では、記述に整合性がないのは、そもそも根拠となった事実が存在しないからという説明になる。

### 『後漢書』『宋書』の記述
5世紀南北朝時代の南朝宋の時代の432年（元嘉9年）に范曄が書いた『後漢書』列伝巻85（東夷列伝）には1世紀中葉の記述として「倭の奴国」「倭国の極南界」、2世紀初頭の記述として「倭国王帥升」「倭国大乱」とあり、小国分立の状態はつづきながらも、政治的には「倭国」と総称されるほどのまとまりを有し、また、そのなかの一部の勢力は、直接、後漢の皇帝に朝貢したり、印章や称号を得たりしていることが知られる。
ほか、南朝の史書には沈約（441年 - 513年）によって書かれた『宋書』列伝第五十七「夷蛮」には、林邑国・扶南国・師子国・天竺・高句驪国・百済国・倭国・荊雍州蛮・豫州蛮と、倭国伝があり、倭の五王について書かれている。

### 『隋書』の倭
656年（顕慶元年）に完成した『隋書』東夷伝には「九夷所居、與中夏懸隔、然天性柔順」（倭は九夷の居るとこである。……その天性は柔順である。）とあり、同『隋書』倭国伝には 「安帝時、又遣使朝貢、謂之倭奴國」（安帝の時〈西暦106年 - 125年〉、また遣使が朝貢、これを倭奴国という）とある。

### 『旧唐書』の倭国伝・日本国伝
945年に完成した『旧唐書』東夷伝の中には、日本列島について、「倭国伝」と「日本国伝」の二つが並立している。
『旧唐書』倭国伝には「倭國者、古倭奴國也」（倭国とは、古の倭奴国なり）とある（奴国も参照）。
『旧唐書』日本国伝には「日本國者 倭國之別種也 以其國在日邊 故以日本爲名 或曰 倭國自惡其名不雅 改爲日本 或云 日本舊小國 併倭國之地」とあり、日本は倭国の別種であり、倭国という名前が雅ではないため日本に変えたという説と、小国であった日本が倭国を併合したという説があると記述している（宋代初頭の『太平御覧』にも同様に記載）。森公章は「日本」国号成立後の最初の遣唐使であった702年の派遣の際には国号変更の理由について日本側でも不明になっており、遣唐使が唐側に理由を説明することが出来なかったのでないかとする。大庭脩は「倭国伝」と「日本国伝」の間の倭国（日本）関連記事の中絶期間には、白村江の戦いおよび壬申の乱が含まれており、当時の中国側には壬申の乱をもって「倭国（天智政権）」が倒されて「日本国（天武政権）」が成立したという見解があったとする。

## 中世
その後中世から近世にかけても、中国から大和民族を指す場合には「倭」と呼ぶことがあった（→例えば倭寇を参照）。この場合、琉球や台湾などを含め「中国から東の海を隔てた土地から来る人々」を総称する漠然とした呼称でもあったようである。中世以後、日本国家に対しては、「倭」「倭国」、「日本」の他に、「扶桑」「扶桑国」という呼称もある。そのうち、唐以後、宋や元ではほとんど「日本」ないし「日本国」が用いられていた。

## 蔑称として

### 朝鮮における倭人の蔑称としての「倭奴」
高麗、李氏朝鮮時代の書物において、日本は「倭」「倭奴」などと綴られている。1419年の応永の外寇の後に日本に遣わされた文人宋希璟が、報告書とともに国王世宗にたてまつるために書いた詩文集『老松堂日本行録』の中で、日本人を「倭奴」と記している。
1763年の朝鮮通信使の一人だった元重挙が書いた『和国志』には日本語で「倭」と「和」は同じ発音で、日本人も日本を和、あるいは倭と呼んでいるが、対馬島の人だけは倭と呼ばれることを嫌がると書かれている。

### 現代の蔑称としての「倭」
現代においては、中国や韓国・北朝鮮などでは、日本や日本人に対して侮蔑的な意味を込めて「倭」を用いることがある。また、侮蔑感を強めるために、中国では「倭寇」や「倭鬼」、韓国・北朝鮮では「ウェノム（倭놈）」などの表現がなされる場合があり、差別用語でもある。たとえば韓国では小学生用の国語辞典でも「ウェノム」は載っており「日本人を罵っていう言葉」と注釈がある。韓国の国会では、民主党の趙慶泰議員が「私は日本が好きではないので『倭人』と呼ぶ」と発言し、韓国メディアは「政治家の悪い口」と批判的に伝えたが、韓国Yahoo!上の調査では、これを「痛快な発言」としたユーザーが多数を占めた。
日本人でも「日本」という呼称を用いたくない者が日本の事をさす場合、例として五族協和について「五族とは漢族、朝鮮族、満州族、蒙古族、倭族（日本）を意味する言葉である」と「倭」という呼称を、公的に「倭」の呼称を用いていない時代についての記述であるにもかかわらず用いる場合がある。